# Liste der Bodendenkmale in Droyßig
In der Liste der Bodendenkmale in Droyßig sind alle Bodendenkmale der Gemeinde Droyßig und ihrer Ortsteile aufgelistet. Grundlage ist die Veröffentlichung der Landesdenkmalliste mit Stand vom 25. Februar 2016. Die Baudenkmale sind in der Liste der Kulturdenkmale in Droyßig aufgeführt.
| Denkmal-ID | Fundart             | Ortsteil | Bezeichnung                          | Zeitstellung | Lage                                                                                       | Bemerkungen                                                                                 | Bild |
| ---------- | ------------------- | -------- | ------------------------------------ | ------------ | ------------------------------------------------------------------------------------------ | ------------------------------------------------------------------------------------------- | ---- |
| 428300003  | Befestigung > Wall  | Droyßig  | Erdwerk ‚Langwall Staudenhain‘       | Mittelalter  | 3 km südwestlich vom Ort (Lage)                                                            | Der ‚Langwall Staudenhain‘ beginnt nördlich der Wallanlage ‚Altes Schloss‘                  |      |
| 428300002  | Befestigung > Burg  | Droyßig  | Talrandburg ‚Schloss‘                | Mittelalter  | im Ort, nähe Bibliothek (Lage)                                                             | durch Schlossanlage überprägt.                                                              |      |
| 428300004  | Befestigung > Wall  | Droyßig  | Erdwerk – Wallanlage                 | Mittelalter  | südlicher Ortsrand (Lage)                                                                  | Wälle nicht erkennbar                                                                       |      |
| 428300005  | Grabmal > Grabhügel | Droyßig  | zwei Grabhügel                       | Bronzezeit   | ()                                                                                         |                                                                                             |      |
| 428300023  | Befestigung > Wall  | Droyßig  | Wallanlage – Wasserwirtschaftsanlage | Mittelalter  | 2,6 km südwestlich vom Ort (ca. 450 m nördlich von Wetterzeube) (Lage)                     | Die Wallanlage erstreckt sich nördlich des SW-NÖ verlaufenden Waldweges im Droyßiger Forst. |      |
| 428300024  | Befestigung > Wall  | Droyßig  | Erdwerk „Altes Schloss“, Burgwall    | Mittelalter  | südlich des Langwalles Staudenhain im Droyßiger Wald, über Borntal und Bäckergraben (Lage) | kreisförmige Wallanlage mit deutlichem Graben                                               |      |